# Huy chương Otto Warburg
Huy chương Otto Warburg là một giải thưởng khoa học dành cho những nhà khoa học có công trình nghiên cứu xuất sắc trong lãnh vực hóa sinh học. Giải được "Hội Hóa sinh học và Sinh học phân tử" (Đức) (Gesellschaft für Biochemie und Molekularbiologie, viết tắt là GBM), thành lập từ năm 1963 và được đặt theo tên nhà hóa sinh và sinh lý học người Đức Otto Warburg, người đã đoat Giải Nobel Sinh lý và Y khoa năm 1931
Giải thưởng gồm một huy chương bằng đồng và một khoản tiền thưởng 25.000 dollar Mỹ. Đây là một trong những giải thưởng quan trọng nhất về Hóa sinh học của Đức. Buổi lễ trao giài được tổ chức vào mùa thu hàng năm trong kỳ họp của Hội GBM.
Cho tới nay đã có bảy người đoạt huy chương này sau đó đã đoạt Giải Nobel.

## Những người đoạt giải
- 1963 Feodor Lynen (đoạt giải Nobel Y học 1964)
- 1965 Kurt Mothes
- 1968 Michael Sela
- 1969 Hans Adolf Krebs (đoạt giải Nobel Y học 1953) và Carl Martius
- 1972 Ernst Klenk
- 1973 Hans Leo Kornberg
- 1974 Theodor Bücher
- 1975 Helmut Holzer
- 1976 Heinz-Günter Wittmann
- 1977 Robert Huber (đoạt giải Nobel Hóa học1988)
- 1978 Wilhelm Stoffel
- 1979 Lothar Jaenicke
- 1980 Charles Weissmann
- 1981 Martin Klingenberg
- 1982 Rudolf Rott
- 1983 Günter Blobel (đoạt giải Nobel Y học 1999)
- 1984 Rudolf Thauer
- 1985 Peter Starlinger
- 1986 Julius Adler
- 1987 Shosaku Numa
- 1988 Gottfried Schatz
- 1989 Hans Georg Zachau
- 1990 Horst Tobias Witt
- 1991 Dieter Oesterhelt
- 1992 Christiane Nüsslein-Volhard (đoạt giải Nobel Y học 1995)
- 1993 Max Perutz (đoạt giải Nobel Hóa học 1962)
- 1994 Helmut Beinert
- 1995 August Böck
- 1996 Walter Gehring
- 1997 Klaus Weber
- 1998 Wolfgang Baumeister
- 1999 Kurt Wüthrich (đoạt giải Nobel Hóa học 2002)
- 2000 Walter Neupert
- 2001 James E. Rothman
- 2002 Kurt von Figura
- 2003 Alfred Wittinghofer
- 2004 Tom Rapoport
- 2005 Axel Ullrich
- 2006 Konrad Sandhoff
- 2007 Robert Allan Weinberg
- 2008 Susan Lindquist
- 2009 Franz-Ulrich Hartl
- 2010 Ari Helenius
- 2011 Peter Walter
- 2012 Alexander Varshavsky
- 2013 Randy Schekman (giải Nobel 2013)
- 2014 Rudolf Jaenisch